# Prendre l'air
Prendre l'air è il terzo album discografico in studio della cantante francese Shy'm, pubblicato nel 2010.

## Tracce
1. Je sais – 2:41
2. Prendre l’air – 3:33
3. Je suis moi – 3:21
4. Tourne – 3:22
5. Ne pars pas – 3:47
6. J'entends encore les mots – 3:33
7. En apesanteur – 3:50
8. Mauvaises nouvelles – 3:47
9. Déjà vu – 3:04
10. Elle danse – 3:46
11. Loin derrière – 3:30
12. Petit Tom – 3:57

## Classifiche
- Syndicat national de l'édition phonographique - #6[1]